# Fodéba Keïta
Fodéba Keïta (1921-1969) est un écrivain, danseur, dramaturge, compositeur et homme politique guinéen.

## Biographie
Né à Siguiri le 19 janvier 1921, il crée en 1948 un orchestre nommé Sud Jazz.
Il suit des études de droit à Paris, puis retourne en Guinée où il fonde les Ballets africains en 1950. Simultanément, il publie un recueil de Poèmes africains (1950) et un roman intitulé Le Maître d’école (1952).
Engagé politiquement, il rejoint Sékou Touré en 1956. En 1961, il est nommé ministre de la Défense nationale et de la Sécurité, chargé de découvrir et de réprimer les complots (véritables ou supposés) dont Sékou Touré pourrait être victime. Il écrit un ballet-théâtre, Aube africaine, à propos du massacre de Thiaroye.
En 1969, accusé lui-même de complot, Keita Fodeba est arrêté et incarcéré au camp Boiro, qu'il aurait lui-même contribué à créer.
Soumis à la « diète noire » (privation d’eau et de nourriture), il est fusillé le 27 mai 1969.
Il aurait écrit sur les murs de sa cellule du camp Boiro: « J’étais chargé d’arrêter tous ceux qui étaient susceptibles d’exprimer la volonté du peuple ».
Il laisse un fils, Sidikiba Keita.